# Vincent Ségal
Pour les articles homonymes, voir Segal.
Vincent Ségal est un violoncelliste et bassiste français né en 1967 à Reims.

## Biographie

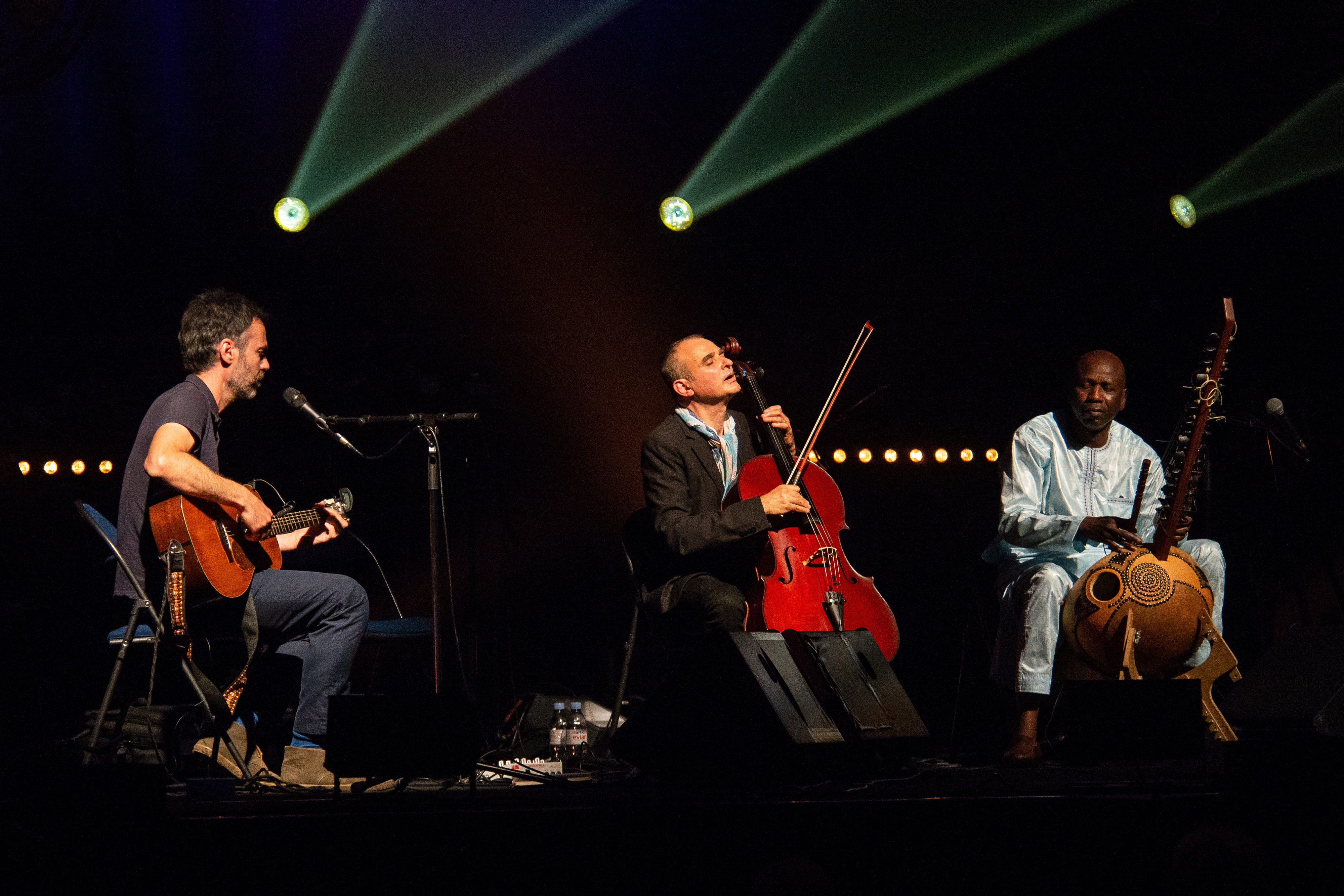
Piers Faccini, Vincent Ségal & Ballaké Sissoko à Jazz sous les pommiers en 2021.

Vincent Ségal étudie dans des classes musicales dès l'école primaire. Il intègre le conservatoire de Reims dans la classe de Pierre Penassou, puis le Conservatoire national supérieur de musique et de danse de Lyon, où il obtient un premier prix. En 1986, il bénéficie d'une bourse pour étudier à la Banff Fine Art School, au Canada. De retour en France, il s'installe à Paris où il commence à multiplier les expériences musicales avec des musiciens de tous horizons (classique d'abord, et contemporain, mais aussi et de plus en plus jazz, rock, musiques africaines...). Invité aux États-Unis pour participer au premier album du groupe Papa's Culture, il part ensuite en tournée avec Chuck Brown et les P-Funk All Stars.
Il joue avec l'itinéraire et de temps en temps avec l'Ensemble intercontemporain (solo de violoncelle électrique de Professor Bad Trip de Fausto Romitelli). D'ailleurs, il joue aussi bien du violoncelle acoustique qu'électrique. Cela l'a amené à participer aux albums de nombreux artistes, comme Steve Nieve, Elvis Costello, Cesária Évora, Blackalicious, Carlinhos Brown ou Alexandre Desplat (B.Os de Lust, Caution, Un héros très discret, Le Voile des illusions), et de jouer sur scène avec Papa Wemba, Naná Vasconcelos, ou encore en duo avec Doudou n'Diaye Rose junior, et en trio avec le tromboniste de jazz Glenn Ferris, trio qui enregistre trois disques.
En 1996, il participe à l'Olympic Gramofon, groupe de Julien Lourau dans lequel il rencontre Cyril Atef avec lequel il fonde peu après leur célèbre duo Bumcello, que leur ami Vic Moan qualifie de « musique industrielle pour pays du tiers-monde ». En 2006 Bumcello obtient
avec l'album Animal sophistiqué une Victoire de la musique.
Il collabore avec Matthieu Chedid (-M-) dès le premier album de ce dernier, Le Baptême en 1997, puis sur les suivants. Il a réalisé les albums de Franck Monnet (Les Embellies, grand prix Charles Cros), Jeanne Cherhal (Douze fois par an, grand prix Charles Cros), Dupain (Camina), et Georges Moustaki (Solitaire).
En 2002, il sort son premier album, T-Bone Guarnerius, où il invite Magic Malik, Sébastien Martel, Piers Faccini, Mama Ohandja, Glenn Ferris, Vic Moan, Gilles Coronado et Pascal Palisco. En 2007, il enregistre Cello, disponible uniquement en vinyle.
2008 marque sa collaboration avec Tryo pour lesquels il signe les arrangements de leur quatrième album.
En octobre 2009, il sort l'album Chamber Music en collaboration avec le joueur de kora Ballaké Sissoko et enregistré dans le studio de Salif Keïta au Mali. Le même mois sort l'album de Sting If on a winter's night... (titre inspiré de Si par une nuit d'hiver… d'Italo Calvino), album de chansons sur le thème de l'hiver. Vincent a participé à l'album, et suit Sting pendant la mini tournée qui suivit. Les deux hommes se sont rencontrés un an plus tôt, lors de l'enregistrement puis les représentations de l'opéra de Steve Nieve Welcome to the voice au Châtelet, à Paris.
Il joue également avec le rappeur français d'origine malienne Oxmo Puccino lors de ses tournées acoustiques depuis plusieurs années. Il réalise et joue sur Roi sans carrosse, qui reçoit la Victoire de l'album de musiques urbaines de l'année 2013.
En 2016, il est nommé aux Victoires de la musique pour l'album de musiques du monde de l'année avec Musique de Nuit.
En 2017, il fait partie du trio CrossBorder Blues avec Harrison Kennedy (en) et Jean-Jacques Milteau qui enregistre en 2018 un album du même nom.

## Récompenses
- 2024 : Victoire du jazz du concert de l'année pour « Les Égarés » de Ballaké Sissoko, Vincent Ségal, Émile Parisien et Vincent Peirani[7]

## Discographie

### En solo
- 2002 : T-Bone Guarnerius
- 2007 : Cello

### Bumcello
- 1999 : Bumcello
- 2001 : Booty time
- 2002 : Nude for love
- 2003 : Get me (double live)
- 2005 : Animal sophistiqué
- 2008 : Lychee queen
- 2012 : Al
- 2018 : Monster Talk

### AvecBallaké Sissoko
- 2009 : Chamber Music
- 2012 : production de l'album At Peace
- 2015 : Musique de nuit
- 2023 : Les Égarés

### CrossBorder
- 2018 : CrossBorder Blues

Avec Glenn Ferris
- 1995 : Flesh & stone
- 1996 : Face lift
- 1997 : Refugees

Avec -M-
- 1997 : Le Baptême
- 1999 : Je dis aime
- 2001 : Le Tour de -M-
- 2003 : Labo -M-
- 2003 : Qui de nous deux ?
- 2005 : En tête à tête

Avec Mujeres Encinta (en)
- 1999 : Wild hongi (The beak brackets series (en))
- 2001 : Carisma de alquiler (en)

Avec Tama
- 1999 : Nostalgie
- 2002 : Espace

Avec Dick Annegarn
- 1999 : Adieu verdure
- 2000 : Au cirque d'hiver
- 2006 : Le grand dîner, tribute à Dick Annegarn

Avec Franck Monnet
- 2000 : Les Embellies
- 2006 : Malidor

Avec Vanessa Paradis
- 2000 : Bliss
- 2007 : Divinidylle

Avec Susheela Raman
- 2001 : Salt rain
- 2003 : Love trap
- 2007 : 33⅓
- 2014 : Queen between[9]

Avec Blackalicious
- 2002 : Blazing arrow
- 2005 : The Craft

Avec DJ Mehdi
- 2002 : (The Story of) Espion
- 2005 : Des friandises pour ta bouche avec Kourtrajmé

Avec Piers Faccini
- 2003 : Leave no trace
- 2009 : Two grains of sand
- 2011 : My wilderness
- 2014 : Songs of time lost (en duo)

Avec DJ Shalom
- 2003 : DJ Shalom
- 2010 : I and I

Avec Enrico Macias
- 2003 : Oranges amères
- 2006 : La vie populaire

Avec Zenzile
- 2004 : Zenzile & Jamika meet Cello
- 2005 : Modus vivendi
- 2006 : Metá metá

Avec Agnès Jaoui
- 2006 : Canta
- 2009 : Dans mon pays

Avec Oxmo Puccino
- 2006 : Lipopette Bar avec The Jazzbastards
- 2012 : Roi sans carrosse

Avec Mayra Andrade
- 2006 : Navega
- 2013 : Lovely difficult

Avec Jean-Jacques Birgé
- 2010 : Comme la rencontre fortuite...
- 2010 : Révélations au Petit Palais
- 2011 : Dans tous ses états avec Antonin-Tri Hoang
- 2013 : Dans tous les sens du terme avec Antonin-Tri Hoang
- 2013 : Dépaysages Côté Court avec Antonin-Tri Hoang
- 2020 : Pique-nique au labo avec Antonin-Tri Hoang

Avec Yacine Boulares
- 2017 : Abu Sadiya Yacine Boulares, Vincent Segal, Nasheet Waits

Avec Jun Miyake
- 2013 : Lost memory theatre - act 1
- 2014 : Lost memory theatre - act 2

Avec Vitto Meirelles
- 2017 : disque Vem Rei

### Autres participations
- 1993 : Papa's culture but de Papa's culture
- 1995 : Maladalité de Pierre Akendengué
- 1995 : Los dias aquellos de Nilda Fernández
- 1995 : Wapi yo de	Lokua Kanza
- 1996 : N'ga Funk de Brice Wassy
- 1996 : Jardin andalou Sapho
- 1996 : Olympic Gramofon
- 1997 : Soft colours de Patrice Renson
- 1997 : Cabo Verde de Cesária Évora
- 1997 : HWI project de Magic Malik
- 1997 : AlphaGamabetiZado de Carlinhos Brown
- 1997 : Pessoa em pessoas de Bévinda
- 1998 : Dream of the Gazelle de Ray Lema
- 1998 : Vic Moan ou Soul Kiss, de Vic Moan
- 1999 : Jaunting on creole paths de Matebis
- 1999 : Urban Mood de Gilles Coronado
- 1999 : Lampo de Gianmaria Testa
- 1999 : Qu4tre de Thomas Fersen
- 2000 : La Part de l'ombre du François Merville Quintet
- 2001 : Donia de Sawt el Atlas
- 2001 : Attraction de Paris Combo
- 2001 : Détachée de François Audrain
- 2001 : Mumu de Steve Nieve
- 2002 : Climax d'Alain Bashung
- 2002 : Camina de Dupain
- 2002 : 113 fout la merde et Dans l'urgence de 113
- 2002 : Wild serenade de DuOud (Mehdi Haddab et Smadj)
- 2002 : Song zin'... vocadelic tales de Gino Sitson
- 2003 : The living road de Lhasa
- 2003 : Ragalet de Sébastien Martel
- 2003 : Neptune dans Black Orpheus de Keziah Jones
- 2003 : Cruel smile d'Elvis Costello
- 2003 : Nébuleuse sur Jeu de société de Disiz
- 2004 : Y despues de todo, canciones de Miguel Angel Ruiz de Las Ondas Marteles
- 2004 : Express way de Troublemakers
- 2004 : Douze fois par an de Jeanne Cherhal
- 2004 : Mandingroove de Cheick Tidiane Seck
- 2004 : Maroons : Ambush de Lateef and the Chief (en)
- 2005 : Da fonte de Vitto Meirelles
- 2005 : Le Sacre du tympan (Le Retour !) de Fred Pallem
- 2005 : Tôt ou tard avec Fabulous Trobadors, Thomas Fersen et Stanley Beckford
- 2006 : Libido de Brigitte Fontaine
- 2006 : Des bouts de toi de La Tropa
- 2006 : Ker Maron de Davy Sicard
- 2007 : production du deuxième album d'Oshen, Je ne suis pas celle
- 2007 : Le Cri du papillon de James Delleck
- 2007 : Bal indigène de Bombes 2 Bal
- 2007 : Diasporas de Ibrahim Maalouf
- 2008 : Ersatz de Julien Doré
- 2008 : Solitaire de Georges Moustaki
- 2008 : arrangements sur Ce que l'on sème de Tryo[10], et joue sur le titre Toi et moi
- 2008 : Cordéon kaméléon de René Lacaille
- 2008 : Les mots et les couleurs de Dan Kamit
- 2009 : If on a winter's night... de Sting
- 2009 : Terça Feira Trio avec Ricardo Herz (en)
- 2009 : Karma de Nathalie Natiembé
- 2009 : La différence de Salif Keïta
- 2010 : Quai N°5 avec Stéphane Logerot, Romain Descharmes
- 2011 : Maison cube d'Emmanuelle Parrenin
- 2011 : Into the light de Clara Ponty (en)
- 2011 : No Parano de Juliette
- 2012 : Cinema El Mundo de Lo'jo
- 2012 : Segunda pele (pt) de Roberta Sá
- 2013 : Little French Songs de Carla Bruni
- 2013 : Le Salon des refusées de Claire Diterzi, violoncelle et production
- 2014 : Ekphrön de High Tone
- 2014 : Encanto del mar, mediterranean songs (en) de Plácido Domingo
- 2014 : Sobre noites e dias de Lucas Santtana
- 2014 : Kiriké de Kassé Mady Diabaté
- 2014 : Stratégie de l'inespoir de Hubert-Félix Thiéfaine
- 2014 : Silencia de Ceumar (pt)
- 2014 : Arcadie de Archimède
- 2015 : Loundo (Un jour) de Moh Kouyaté
- 2015 : Qalandar de Renaud-Gabriel Pion

Ses participations comptent neuf Victoires de la musique, une Victoire du jazz, trois grands prix de l'Académie Charles-Cros, un César, deux Étoiles d'or et un Golden Globe.

### Livres-disques pour enfants
- 2004 : Papa porte une robe[12],[13] réalisé avec Maya et Piotr Barsony
- 2006 : Le quartier enchantant de Claude Sicre et Tom Schamp, avec Fabulous Trobadors et Bombes 2 Bal
- 2008 : Des nouvelles du quartier enchantant de Claude Sicre et Renaud Perrin, avec Fabulous Trobadors et Bombes 2 Bal

## Filmographie
- 2004 : Les leçons de musique de -M-
- 2007 : Duos éphémères (cinéma muet) au Louvre
- 2012 : Les Salons de musique d'Arte concert, invité par Chilly Gonzales au Palais de Tokyo[14]

Musiques de films
- 2000 : Le plafond de Mathieu Demy (court-métrage)
- 2001 : I am Josh Polonski's brother de Raphaël Nadjari, avec Jean-Pierre Sluys
- 2002 : La Maîtresse en maillot de bain de Lyèce Boukhitine
- 2002 : Koro de Guldem Durmaz (court-métrage)
- 2006 : Ne le dis à personne de Guillaume Canet, avec -M-
- 2007 : La maison de Manuel Poirier
- 2009 : Je suis heureux que ma mère soit vivante de Claude Miller
- 2010 : L'Arbre de Julie Bertuccelli
- 2010 : He Watches de Anne Madden (court-métrage)
- 2011 : Voyez comme ils dansent de Claude Miller
- 2011 : Le Nouveau nouveau monde de Alex Pou
- 2012 : La Vierge, les Coptes et moi... de Namir Abdel Messeeh
- 2012 : Un bon bain chaud de Antoine Desrosières
- 2013 : Ma belle gosse de Shalimar Preuss
- 2013 : Cartel de Ridley Scott, avec Daniel Pemberton
- 2014 : Deux jours avec mon père d'Anne Gonthier
- 2020 : Les Visages de la victoire de Lyèce Boukhitine

Musiques de films sous la direction d'Alexandre Desplat
- 1995 : Marie-Louise ou la Permission de Manuel Flèche
- 1996 : Un héros très discret de Jacques Audiard
- 1996 : Love etc. de Marion Vernoux, avec Charlotte Gainsbourg
- 2005 : Otage de Florent-Emilio Siri
- 2006 : Le Voile des illusions de John Curran
- 2007 : À la croisée des mondes : La Boussole d'or de Chris Weitz
- 2007 : Lust, Caution de Ang Lee
- 2009 : Twilight, chapitre II : Tentation de Chris Weitz
- 2009 : Un prophète de Jacques Audiard
- 2011 : Les Marches du pouvoir de George Clooney
- 2012 : Zero Dark Thirty de Kathryn Bigelow

## Théâtre
- 2005 : Bande son de Fantômas revient de Gabor Rassov
- 2007 : Spectacle de danse (Not) a love song de Alain Buffard
- 2008 : Opéra Welcome to the Voice de Steve Nieve avec Sting, Elvis Costello, Ibrahim Maalouf
- 2008 : Lecture musicale des Sonnets de Shakespeare avec Marianne Faithfull
- 2013 : Oxmo Puccino Trio